# فحص المسبوكات
تعتمد الطرق المستعملة في تفتيش المسبوكات قبل شحنها إلي العملاء كثيرا علي المواصفات الموضوعة بواسطة العميل، وبالطبع كلما كانت المواصفات أكثر دقة كلما ارتفع ثمن المنتج.

## طرق الفحص
يتفاوت التفتيش علي المسبوكات من ملاحظة المظهر الخارجي بالعين المجردة إلي الفحص الدقيق الكامل لجميع المسبوكات بالأشعة السينية أو الموجات فوق الصوتية ويقسم التفتيش عن العيوب المختفية في المسبوكات إلي قسمين إتلافي وغير إتلافي وفي الاختبار التلافي تؤخذ قطاعات في مسبوك كعينة بواسطة منشار قطع معادن. ويفحص المسبوك من حيث العيوب الداخلة ودقة الأبعاد ويتوقف نجاح هذه الطريقة علي مقدرة الفني القائم بهذه العمل علي إستنتاج المواقع الأكثر احتمالا لوجود العيوب بها إلا أن هذه الطريقة ليست يقيية بأي حال فقد يكون المسبوك المنتقي حالة فريدة ولايمثل متوسط المسبوكات وإن كثيرا من المسبوكات المعيبة قد تقبل كأنها جيدة قبل اكتشاف مثل هذه العيوب.

## طرق الفحص غير الإتلافية
تضم طرق التفتيش غير الإتلافي:
- الفحص البصري
- الصوت والرنين
- الصدمة
- التوصيل الكهربائي
- الموجات فوق الصوتية
- الضغط بالسوائل
- المسحوق المغناطيسي
- أشعة إكس
- أشعة جاما
- المنفذات